# Сянъэр
Сянэр (кит. трад. 想爾, упр. 想尔, пиньинь xianger) — комментарий на основополагающий даосский трактат Дао дэ цзин Лао-цзы, принадлежащий школе Небесных Наставников. Полное название — Лаоцзы сянъэр чжу (老子想尔注) — Лаоцзы в комментариях Сянъэр. Это самый ранний текст этой школы, который сохранился до сих пор. Значение названия трактата не очень ясно, один из возможных переводов — «размышление о тебе».

## История
По оценкам Сянъэр был написан в период между 190 и 220 годами, когда Небесные Наставники управляли областью Ханьчжун и примыкающую часть провинции Сычуань. Ранние источники (эпохи Шесть Династий) указывают на авторство третьего Небесного Настваника Чжан Лу.
Сохранившейся экземпляр был найден в пещерах Дуньхуан и состоял из комментариев на половину даодэцзина, что даёт повод предполагать наличие второй части, которая потеряна. Находку датируют V—VI веком.

## Содержание
Текст содержит рекомендации для индивидуальных адептов и для общины целиком с позиций ранней Школы Небесных Наставников.
В первую очередь речь идёт об индивидуальной практике достижения бессмертия. В соответствии с Сянъэр, тело человека населено множеством духов, которые живут в среде энергии ци. Для бессмертия необходимо оберегать и развивать этих духов с помощью медитаций. Какие конкретно медитации должны использоваться — говорится очень неподробно. Сянъэр также касается даосской сексуальной практики, и убеждает этими практиками не пользоваться.
Хотя Сянъэр рассчитан на широкую публику, особые рекомендации даются для правителей. Правители должны воссоздать даосскую модель общества, не стремясь к славе и обогащению, а уважать и бояться Неба, поддерживая для этого высокую мораль.